# 欧卡勒克
欧卡勒克（法語：Aucaleuc，法語發音：[okalœk]）是法国阿摩尔滨海省的一个市镇，位于该省东部，属于迪南区。

## 地理
欧卡勒克（48°27'22"N, 2°7'47"W）面积6.38 平方千米，位于法国布列塔尼大區阿摩尔滨海省，该省份为法国西北部沿海省份，位于布列塔尼半岛北部，北濒大西洋英吉利海峡，西接菲尼斯泰尔省，南至莫尔比昂省，东临伊勒-维莱讷省。
与欧卡勒克接壤的市镇（或旧市镇、城区）包括：科尔瑟勒、凯韦尔、特雷利旺、维尔代甘加朗。

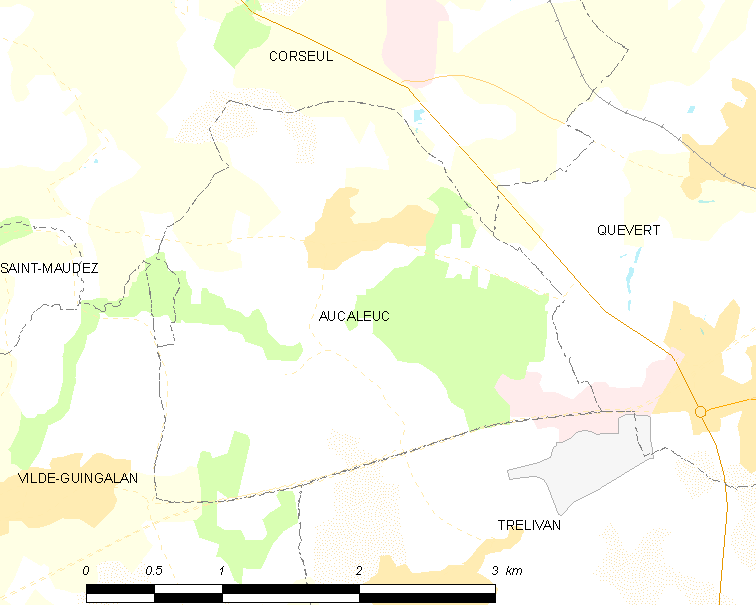
欧卡勒克的OSM定位图

欧卡勒克的时区为UTC+01:00、UTC+02:00（夏令时）。

## 行政
欧卡勒克的邮政编码为22100，INSEE市镇编码为22003。

## 政治
欧卡勒克所属的省级选区为迪南县。

## 人口

1962-2008年间欧卡勒克人口变化图示

欧卡勒克于2022年1月1日时的人口数量为953人。